# Алтаир
Алтаир (α Aquilae, Алфа от Орел) е най-ярката звезда в съзвездието Орел и дванадесета по яркост в нощното небе с видима звездна величина от 0,77. Тя е и най-южната точка от Летния триъгълник, който образува заедно със звездите Денеб и Вега. Въпреки че трите звезди са бели на цвят и по-горещи от нашето Слънце, те силно се различават една от друга. С температура само 7800 K, Алтаир е най-хладната звезда от триото (Вега и Денеб имат температури около 9500 K). Алтаир, също така, е и с най-ниска яркост. На разстояние 16,8 светлинни години, Алтаир следва да е 11 пъти по-ярка от Слънцето, за разлика от Вега, която е 50 пъти по-ярка и Денеб, чиято яркост се счита, че е около 200 000 пъти по-голяма. Подобно на Слънцето, Алтаир е звезда от главна последователност в процес на превръщане на водорода в своето ядро в хелий.
Звездата се движи бързо по небето в посока, обратна на движението на останалите звезди, и за да се премести на 1 градус от сегашното си положение са ѝ нужни около 5000 години. Същевременно тя се върти много бързо. Изчислено е, че на екватора скоростта е около 242 km/s, докато при Слънцето тази скорост е само 2 km/s. С радиус 1,7 пъти по-голям от слънчевия, Алтаир има период на въртене само 9 часа, за разлика от периода на въртене на Слънцето, който е почти месец.
Името на звездата идва от арабското „Ан-ниср ал-таир“ (на арабски: النسر الطائر), означаващо „летящият орел“.

## Физически характеристики
Заедно с Алшаин (Бета от Орел) и Таразед (Гама от Орел), Алтаир образува звездната линия, позната под името „семейството на Орел“. Алтаир е звезда от главна последователност и спектрален клас A, която има 1,8 пъти по-голяма маса от слънчевата и 11 пъти по-голяма светимост от слънчевата. Звездата се върти бързо, имайки ротационен период от 9 часа. Поради тази причина, Алтаир се е сплескала, а екваторният ѝ диаметър е над 20% по-голям от полярния ѝ диаметър.
Сателитни измервания от 1999 г. показват, че яркостта на Алтаир търпи леки колебания от няколко хилядни части от величина в рамките на 2 часа. Кривата на блясъка ѝ може да се определи приблизително чрез събиране на синусоидите с периоди между 0,8 и 1,5 часа. Тя е слаб източник на коронални рентгенови лъчи, като излъчването е най-силно близо до екватора ѝ. Тази активност може да се дължи на клетки на конвекция, които са се образували при по-хладния екватор.
Ъгловият диаметър на Алтаир е измерен интерферометрично през 1960-те години. Той възлиза на 3 милиарксекунди. Макар по това време да се спекулира, че Алтаир трябва да е сплесната, данните все още не са достатъчни, за да се наблюдава експериментално сплеснатостта. По-късно инфрачервените интерферометрични измервания показват сплеснатостта на звездата. Според теорията, повърхностните гравитация и температура би следвало да са по-ниски при екватора, от което следва той да е по-малко светим, отколкото полюсите. Този ефект е познат като „гравитационно потъмняване“.
Алтаир е една от малкото звезди, на които е направено директно изображение. Това е първата звезда от главна последователност, чиято повърхност е изобразена (с изключение на Слънцето). Екваторният радиус на звездата е около 2,03 пъти по-голям от слънчевия, докато полярният радиус е 1,63 пъти по-голям от слънчевия – разлика от около 25%. Полярната ос е наклонена на около 60° спрямо линията на видимост от Земята.